# Kenneth Alan Ribet

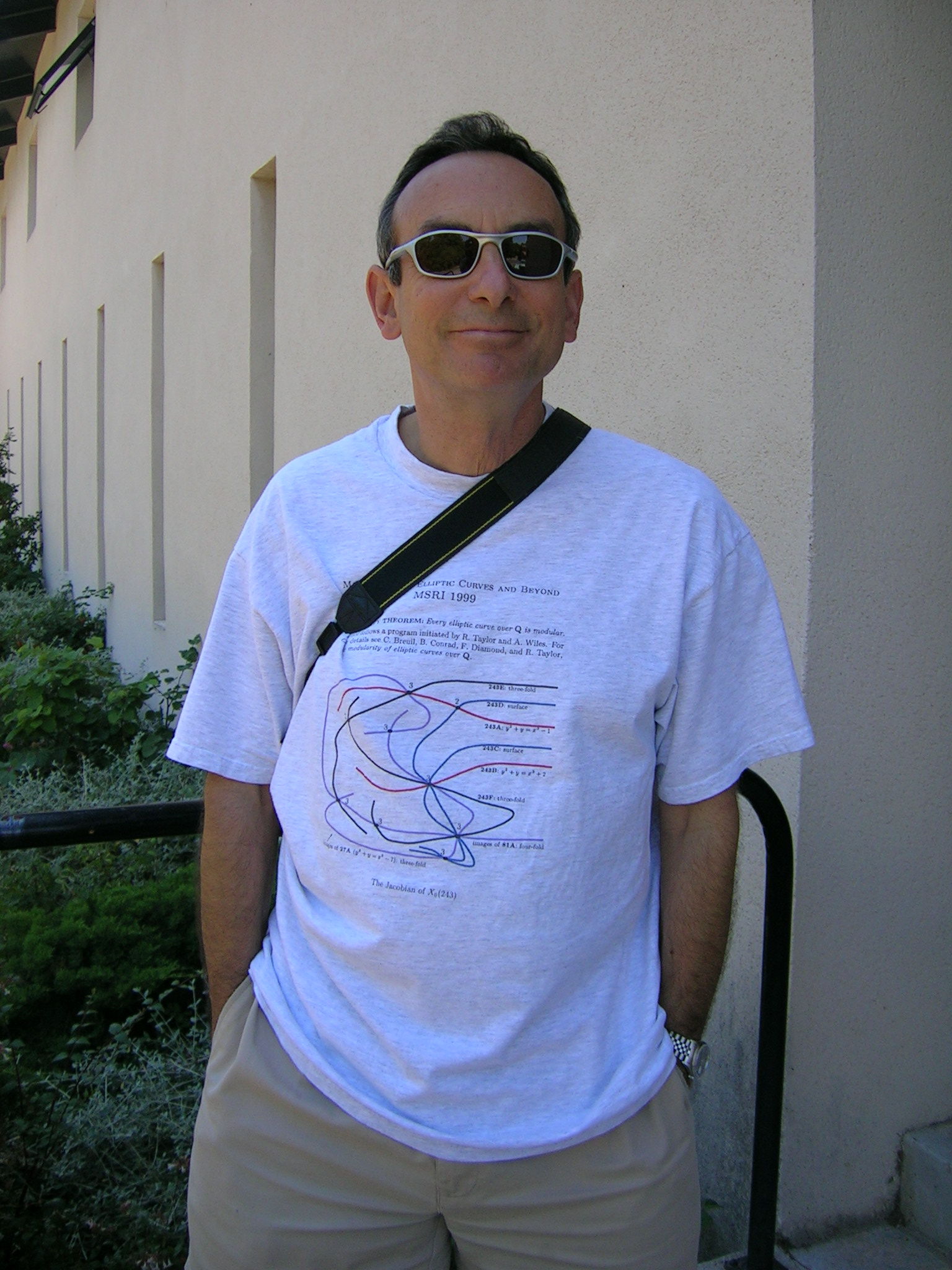
Kenneth A. Ribet an der Sommerschule über die Serre-Vermutung am CIRM in Luminy, 19. Juli 2007. Unterhaltsamerweise informiert sein T-Shirt über die Modulform elliptischer Kurven.

Kenneth A. Ribet (* 28. Juni 1948 in New York City) ist ein US-amerikanischer Mathematiker. Er beschäftigt sich hauptsächlich mit Themen der algebraischen Zahlentheorie sowie algebraischer Geometrie und automorphen Formen.
Er studierte an der Brown University, wo er seinen Bachelor und Master-Abschluss ablegte, und an der Harvard University, wo er 1973 bei John T. Tate promovierte. 1975 wurde er Sloan Research Fellow. Seit 1978 lehrt und forscht er an der Universität University of California, Berkeley. 1997 wurde er in die American Academy of Arts and Sciences gewählt und 2000 in die National Academy of Sciences. 1998 erhielt er die Ehrendoktorwürde von der Brown University. Er ist Fellow der American Mathematical Society.
Ribet ist Mitglied des Scientific Advisory Board des Institute for Pure & Applied Mathematics an der University of California und Mitherausgeber verschiedener mathematischer Lehrbuchserien und wissenschaftlicher Magazine wie z. B. Mathematische Annalen, Annales de l’Institut Fourier, Journal of Number Theory und Mathematics Research Letters.
Ribet trug entscheidend zum Beweis des großen Fermatschen Satzes bei, indem er eine Vermutung des deutschen Mathematikers Gerhard Frey bewies, dass aus einem Gegenbeispiel für die fermatsche Vermutung folgt, dass eine bestimmte elliptische Kurve nicht modular sein könne. Danach genügte es zu zeigen, dass die Taniyama-Shimura-Vermutung wahr ist, was Andrew Wiles für die entscheidenden Fälle 1995 gelang.
1989 erhielt er den Fermat-Preis. 1983 war er eingeladener Vortragender auf dem Internationalen Mathematikerkongress in Warschau (Congruence relations between modular forms). Für 2017 wurde ihm die Brouwer-Medaille zugesprochen. 2018 war er im Preiskomitee der Fields-Medaille. Für 2025 wurde er mit dem Leroy P. Steele Prize for Seminal Contribution to Research ausgezeichnet.